# Nicolette Wessel
Nicolette Jeannine Wessel (La Haya, 18 de octubre de 1959) es una deportista neerlandesa que compitió en remo. Ganó una medalla de bronce en el Campeonato Mundial de Remo de 1986, en la prueba de cuatro scull.

## Palmarés internacional
| Campeonato Mundial | Campeonato Mundial       | Campeonato Mundial | Campeonato Mundial |
| Año                | Lugar                    | Medalla            | Prueba             |
| ------------------ | ------------------------ | ------------------ | ------------------ |
| 1986               | Nottingham (Reino Unido) | Medalla de bronce  | Cuatro scull       |